# Йылдырым, Бертуг
Берту́г Озгю́р Йылдыры́м (тур. Bertuğ Özgür Yıldırım; род. 12 июля 2002, Кягытхане, Стамбул) — турецкий футболист, нападающий клуба «Ренн» и сборной Турции.

## Клубная карьера
Йылдырым — воспитанник клуба «Сарыер». 4 мая 2019 года в матче против «Ушак Спортиф» он дебютировал во Второй лиге. 31 октября 2020 года в поединке против «Амеда» Бертуг забил свой первый гол за «Сарыер». Летом 2021 года Йылдырым перешёл в «Хатайспор». 14 августа в матче против «Касымпаша» он дебютировал в турецкой Суперлиге. 22 мая 2022 года в поединке против «Гиресунспора» Йылдырым забил свой первый гол за «Хатайспор».
В 2023 году Йылдырым перешёл в «Антальяспор». 6 марта в матче против «Касымпаша» он дебютировал за новую команду. 11 марта в поединке против «Кайсериспора» Бертуг забил свой первый гол за «Атальяспор». 